# Turismul în Belgia
Belgia are un turism dezvoltat ca urmare a accesibilității mari. În 2005, în Belgia au călătorit 6,7 milioane de turiști. Turismul in Belgia se face mai mult feroviar, dar si aerian.